# Væggerløse Boldklub
Væggerløse Boldklub (eller Væggerløse BK) er en dansk fodboldklub beliggende i Væggerløse på Falster. Klubben blev stiftet i 1902. Klubben spiller i Sjællandsserien.
Rødby Boldklub spiller til dagligt på JBJ Arena.